# Primer Gobierno Moreno
El Primer Gobierno Moreno fue el Gobierno de la Junta de Andalucía desde enero de 2019 hasta julio de 2022. Juan Manuel Moreno fue investido presidente de la Junta de Andalucía por el Parlamento de Andalucía después del acuerdo de gobierno firmado por el Partido Popular y Ciudadanos siendo estos apoyados por Vox en la sesión de investidura.

## Historia
Tras la firma de varios acuerdos para lograr la investidura del candidato del PP-A, entre ellos la formación de la Mesa del Parlamento de Andalucía, se nombró a Juanma Moreno como presidente de la Junta de Andalucía. Éste anunció la composición de su gobierno el 21 de enero de 2019 en una rueda de prensa en el Palacio de San Telmo.
El gobierno estaría formado por 11 consejerías en total, 2 menos que en la legislatura anterior. 6 consejerías fueron a propuesta del Partido Popular y 5 consejerías a propuesta de Ciudadanos. Los consejeros juraron su cargo y recibieron las carteras de sus antecesores el día 22 de enero de 2019.
El 4 de septiembre de 2020, el Consejo de Gobierno aprobó una reestructuración de las competencias en las consejerías de Hacienda y Economía, ambas responsables de los asuntos económicos. Hacienda, Industria y Energía pasó a denominarse Hacienda y Financiación Europea (siguiendo el consejero del Partido Popular, Juan Bravo, al frente); y la consejería de Economía, Conocimiento, Empresas y Universidad pasó a denominarse Transformación Económica, Industria, Conocimiento y Universidades (continuando el consejero de Ciudadanos, Rogelio Velasco, al mando).
Finalmente, tras las elecciones del 19 de junio de 2022 se dio por finalizado el primer gobierno de Juanma Moreno el 26 de julio de 2022 con el juramento del cargo de los nuevos consejeros.
| Consejerías del Partido Popular (6)                                                   | Consejerías de Ciudadanos (5) |
| ------------------------------------------------------------------------------------- | --- |
| Presidencia, Administración Pública e Interior                                        | Turismo, Regeneración, Justicia y Administración Local                                                                               |
| Hacienda, Industria y Energía (2018-2020) Hacienda y Financiación Europea (2020-2022) | Empleo, Formación y Trabajo Autónomo                                                                                                 |
| Agricultura, Ganadería, Pesca y Desarrollo Sostenible                                 | Educación y Deporte |
| Salud y Familias                                                                      | Economía, Conocimiento, Empresas y Universidad (2018-2020) Transformación Económica, Industria, Conocimiento y Universidades (2020-) |
| Fomento, Infraestructuras y Ordenación del Territorio                                 | Igualdad, Políticas Sociales y Conciliación                                                                                          |
| Cultura y Patrimonio Histórico                                                        | |

## Composición
| ← I Gobierno de Juan Manuel Moreno → | | |                                                                           |                      |                      |                                                                           |               |
| | GP Popular Andaluz | GP Popular Andaluz |                                                                           | GP Ciudadanos        | GP Ciudadanos        | GP Ciudadanos                                                             | GP Ciudadanos |
| | Partido Popular Andaluz | | Ciudadanos Andalucía                                                      | Ciudadanos Andalucía | Ciudadanos Andalucía |                                                                           |               |
| | Independiente | | Independiente                                                             | Independiente        | Independiente        |                                                                           |               |
| Presidente | Presidente | Presidente |                                                                           |                      |                      | Juan Manuel Moreno Bonilla 18 de enero de 2019-25 de julio de 2022        |               |
| Vicepresidente Turismo, Regeneración, Justicia y Administración Local                                                                    | Vicepresidente Turismo, Regeneración, Justicia y Administración Local                                                                    | Vicepresidente Turismo, Regeneración, Justicia y Administración Local                                                                    |                                                                           |                      |                      | Juan Antonio Marín Lozano 22 de enero de 2019-26 de julio de 2022         |               |
| Presidencia, Administración Pública e Interior                                                                                           | Presidencia, Administración Pública e Interior                                                                                           | Presidencia, Administración Pública e Interior                                                                                           |                                                                           |                      |                      | Elías Bendodo Benasayag 22 de enero de 2019-26 de julio de 2022           |               |
| Empleo, Formación y Trabajo Autónomo | Empleo, Formación y Trabajo Autónomo | Empleo, Formación y Trabajo Autónomo |                                                                           |                      |                      | Rocío Blanco Eguren 22 de enero de 2019-26 de julio de 2022               |               |
| Hacienda, Industria y Energía (2019-2020) Hacienda y Financiación Europea (2020-2022)                                                    | Hacienda, Industria y Energía (2019-2020) Hacienda y Financiación Europea (2020-2022)                                                    | Hacienda, Industria y Energía (2019-2020) Hacienda y Financiación Europea (2020-2022)                                                    |                                                                           |                      |                      | Alberto García Valera 22 de enero de 2019-12 de febrero de 2019           |               |
| Hacienda, Industria y Energía (2019-2020) Hacienda y Financiación Europea (2020-2022)                                                    | Hacienda, Industria y Energía (2019-2020) Hacienda y Financiación Europea (2020-2022)                                                    | Hacienda, Industria y Energía (2019-2020) Hacienda y Financiación Europea (2020-2022)                                                    | Juan Bravo Baena 12 de febrero de 2019 -26 de julio de 2022               |                      |                      |                                                                           |               |
| Educación y Deporte | Educación y Deporte | Educación y Deporte |                                                                           |                      |                      | Francisco Javier Imbroda Ortiz (†) 22 de enero de 2019-2 de abril de 2022 |               |
| Educación y Deporte | Educación y Deporte | Educación y Deporte | Manuel Alejandro Cardenete Flores 6 de abril de 2022 -26 de julio de 2022 |                      |                      |                                                                           |               |
| Agricultura, Ganadería, Pesca y Desarrollo Sostenible                                                                                    | Agricultura, Ganadería, Pesca y Desarrollo Sostenible                                                                                    | Agricultura, Ganadería, Pesca y Desarrollo Sostenible                                                                                    |                                                                           |                      |                      | María del Carmen Crespo Díaz 22 de enero de 2019-26 de julio de 2022      |               |
| Economía, Conocimiento, Empresas y Universidad (2019-2020) Transformación Económica, Industria, Conocimiento y Universidades (2020-2022) | Economía, Conocimiento, Empresas y Universidad (2019-2020) Transformación Económica, Industria, Conocimiento y Universidades (2020-2022) | Economía, Conocimiento, Empresas y Universidad (2019-2020) Transformación Económica, Industria, Conocimiento y Universidades (2020-2022) |                                                                           |                      |                      | Rogelio Velasco Pérez 22 de enero de 2019-26 de julio de 2022             |               |
| Salud y Familias | Salud y Familias | Salud y Familias |                                                                           |                      |                      | Jesús Ramón Aguirre Muñoz 22 de enero de 2019-14 de julio de 2022         |               |
| Igualdad, Políticas Sociales y Conciliación                                                                                              | Igualdad, Políticas Sociales y Conciliación                                                                                              | Igualdad, Políticas Sociales y Conciliación                                                                                              |                                                                           |                      |                      | Rocío Ruiz Domínguez 22 de enero de 2019-26 de julio de 2022              |               |
| Fomento, Infraestructuras y Ordenación del Territorio                                                                                    | Fomento, Infraestructuras y Ordenación del Territorio                                                                                    | Fomento, Infraestructuras y Ordenación del Territorio                                                                                    |                                                                           |                      |                      | María Francisca Carazo Villalonga 22 de enero de 2019-26 de julio de 2022 |               |
| Cultura y Patrimonio Histórico | Cultura y Patrimonio Histórico | Cultura y Patrimonio Histórico |                                                                           |                      |                      | Patricia del Pozo Fernández 22 de enero de 2019-26 de julio de 2022       |               |